# Valle de Sedano
Valle de Sedano ist eine aus mehreren ehemals selbständigen Dörfern und Weilern (pedanías) bestehende Gemeinde (municipio) mit 409 Einwohnern (Stand: 2024) im Norden der Provinz Burgos in der nordspanischen Autonomen Region Kastilien-León. Die Gemeindeverwaltung befindet sich in Sedano.

## Lage und Klima
Die ca. 18 Dörfer und Weiler der Gemeinde Valle de Sedano liegen etwa 50 km (Fahrtstrecke) nördlich der Provinzhauptstadt Burgos in Höhen von ca. 600 bis 1000 m. Im von Bergen umschlossenen Tal gibt es zahlreiche Bachläufe sowie zwei Flüsse (Río Moradillo und Río Rudrón), die allesamt in den Ebro münden, der im Norden des Gemeindegebietes eine Schleife zieht. 
Folgende Ortschaften oder Weiler (pedanías) gehören zur Gemeinde: Ayoluengo, Ceniceros, Cortiguera, Cubillo del Butrón, Escalada, Gredilla, Huidobro, Moradillo de Sedano, Mozuelos, Nocedo, Orbaneja del Castillo, Pesquera de Ebro, Porquera del Butrón, Quintanaloma, Quintanilla de Escalada, Sedano, Terradillos, Turzo, Valdeajos und Valdelateja.
Das Klima ist gemäßigt bis mild; Regen (ca. 725 mm/Jahr) fällt übers Jahr verteilt.

## Bevölkerungsentwicklung
| Jahr      | 1981 | 1991 | 2001 | 2011 |
| Einwohner | 521  | 510  | 536  | 479  |

Nach einer Abwanderungswelle von den Dörfern in die Städte aufgrund der Aufgabe bäuerlicher Kleinbetriebe und der Mechanisierung der Landwirtschaft seit den 1950er Jahren entschloss man sich in manchen Regionen Spaniens zur Gründung neuer Großgemeinden.

## Wirtschaft
Die Bewohner der verschiedenen Dörfer und Weiler lebten jahrhundertelang als Selbstversorger von der Landwirtschaft, zu der auch die Haltung von Vieh gehörte. Seit den 1960er Jahren spielt der Tourismus in Form der Vermietung von Ferienwohnungen (casas rurales) eine nicht unbedeutende Rolle im Wirtschaftsleben der Gemeinde.

## Geschichte
Mehrere megalithische Ganggräber (Dolmen) weisen auf eine jungsteinzeitliche Besiedlung der Gegend hin; sie werden zumeist in die Zeit um 3700 v. Chr. datiert. Aus keltischer, römischer, westgotischer und maurischer Zeit wurden hingegen keine Fundstücke entdeckt. Nach der Rückeroberung (reconquista) begann die Phase der Wiederbesiedlung (repoblación); im 12. Jahrhundert entstanden mehrere romanische Kirchen, doch von Burgen (castillos) fehlt jede Spur. 
Als Verwaltungseinheit tritt das Valle de Sedano erstmals im 18. Jahrhundert in Erscheinung, doch in ihrer heutigen Form entstand die Gemeinde erst durch Zusammenlegung mehrerer Ortschaften in den 1970er Jahren.

## Sehenswürdigkeiten
Sedano

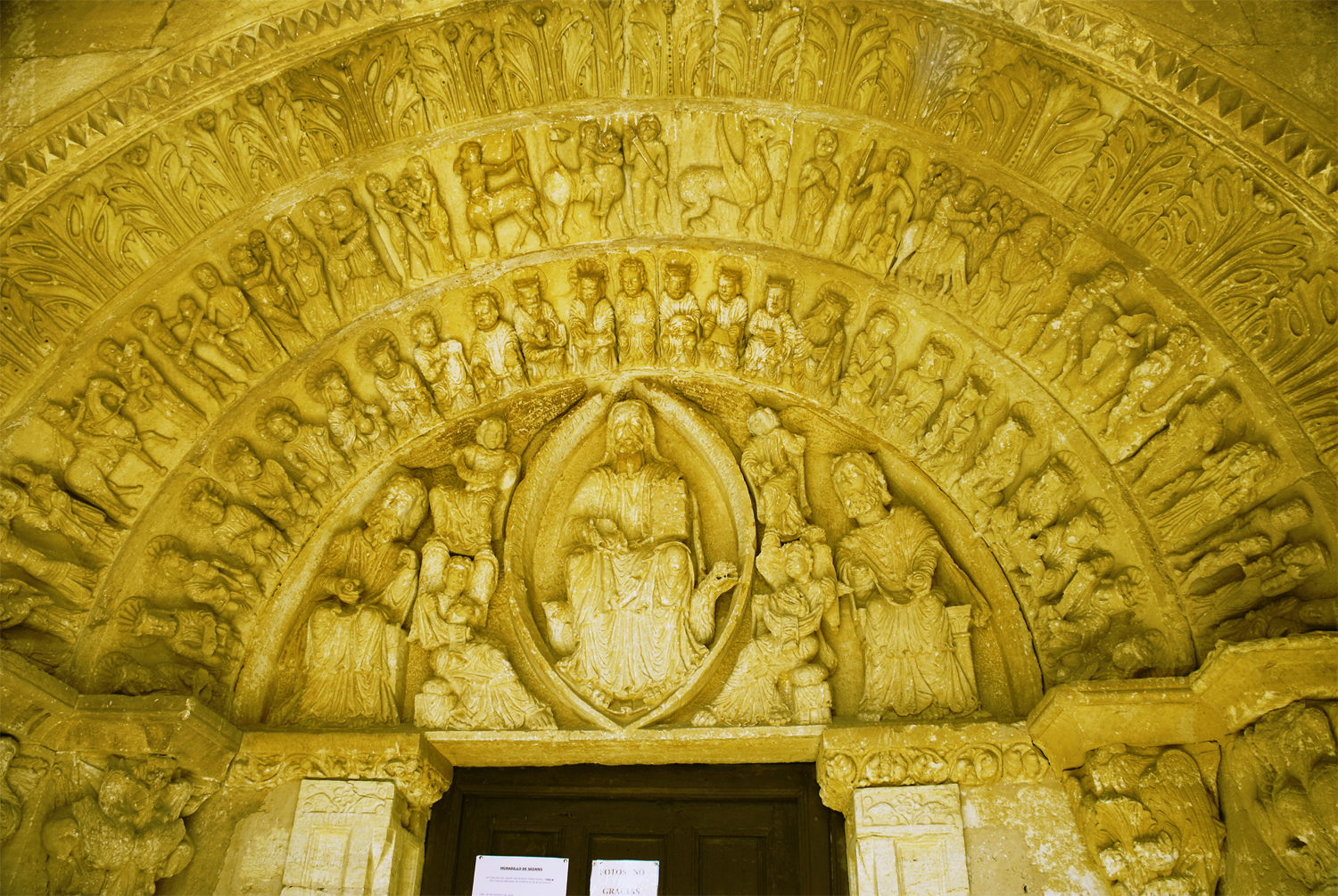
Portal der Kirche von Moradillo de Sedano

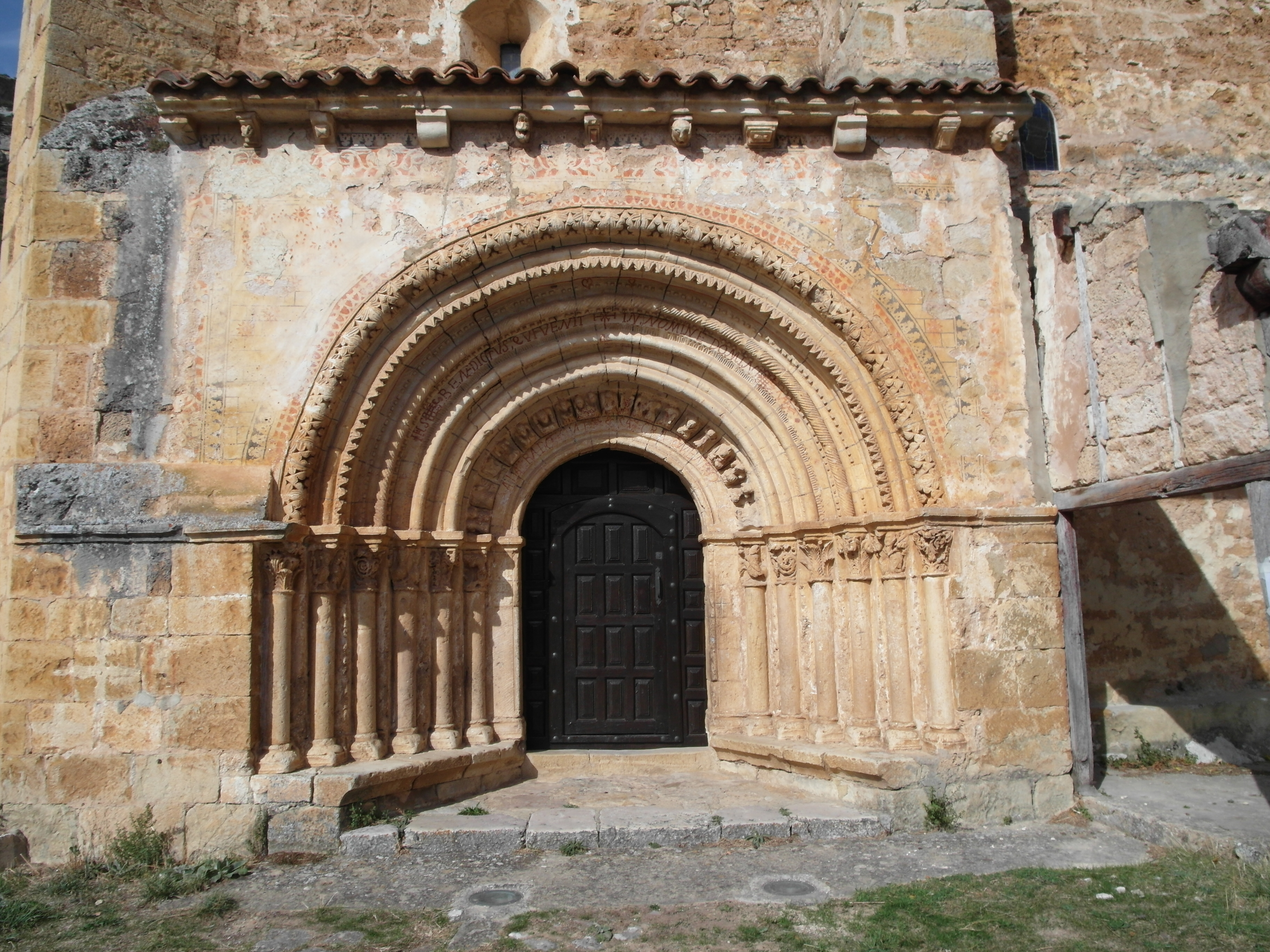
Portal der Kirche von Escalada

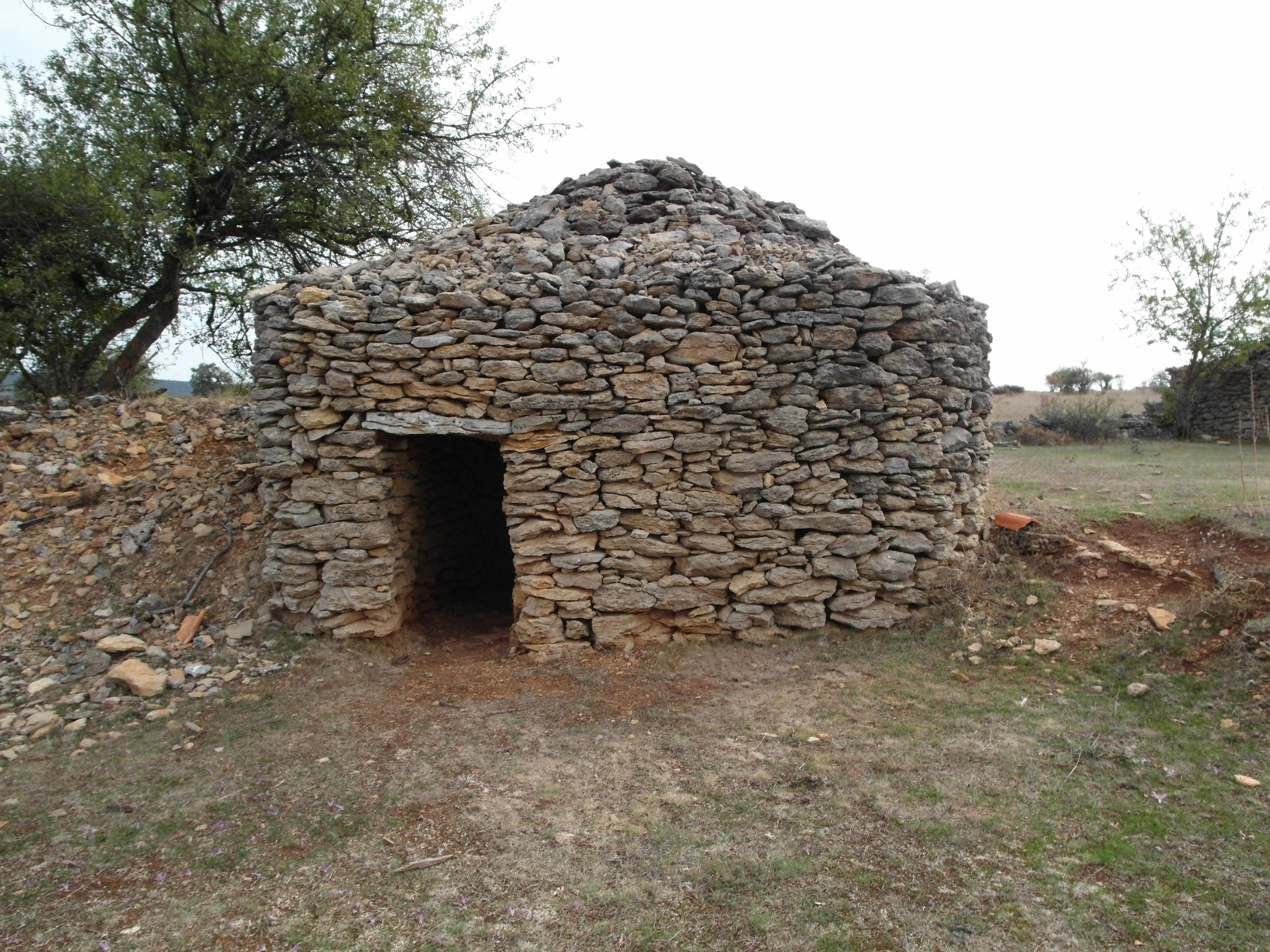
Feldsteinhütte

- Die einschiffige Pfarrkirche ist ein Bau des 15./15. Jahrhunderts und befindet sich auf einer Anhöhe außerhalb des Dorfes. Das Portal befindet sich – wie in der Region üblich – auf der Südseite.
- Das Rathaus befindet sich am kleinen Platz in der Ortsmitte in einem ehemaligen Adelspalais des 18. Jahrhunderts, dessen Erdgeschoss durch Arkaden geöffnet ist.
- In der Nähe befindet sich eine Wassermühle aus dem 19. Jahrhundert.

Moradillo de Sedano
- Die einschiffige Kirche San Esteban entstand – wahrscheinlich als Prioratskirche – im 12. Jahrhundert; das Datum 1188 ist überliefert. Von herausragender Qualität ist das durch eine neuzeitliche Südvorhalle geschützte Tympanon mit der Darstellung Christi als Pantokrator in einer von Engeln gehaltenen Mandorla; seitlich davon sitzen zwei Apostel(?). In der inneren Archivolte thronen die 24 Ältesten der Apokalypse mit Musikinstrumenten, Schriftrollen etc.; der nächste Bogen ist gefüllt mit diversen Figuren (Ritter, Fabeltiere etc.) und die äußere Archivolte zeigt Akanthus-Blattwerk. Den äußeren Rahmen bildet ein Diamantstab.

Escalada
- Das mehrfach zurückgestufte romanische Portal der Kirche von Escalada überrascht durch seine meisterliche Ornamentvielfalt: Die Wülste der Archivolten sind profiliert; daneben finden sich diverse Stabformen (Perlstab, Seilstab und Diamantstab). Die Zwickel der leicht aus der Wandflucht hervortretenden Portalzone waren ehedem mit Fugenmalereien etc. dekoriert; den oberen Abschluss bildet ein teilweise figürlicher Konsolenfries.
- Im Ort befinden sich einige hübsche Bruchsteinhäuser mit hölzernen Balkonvorbauten und steinernen Wappenschilden.

Orbaneja del Castillo
- Der Ort beeindruckt vor allem durch seine von zerklüfteten Felswänden umschlossene Lage – ein Eindruck, der nach heftigen oder langanhaltenden Regenfällen durch einen wasserfallähnlichen Sturzbach noch gesteigert wird.
- In der Umgebung stehen mehrere kraggewölbte Trockensteinhütten, die ehemals als Unterstand und Schlafplatz der Wachen über die (fast) reifen Feldfrüchte dienten.

Pesquera de Ebro
- Die aus Bruchsteinen errichtete Kirche San Sebastian hat ein schlichtes Renaissanceportal mit Dreiecksgiebel und einen dreiteiligen Glockengiebel (espadaña) aus derselben Zeit.
- Im Ort finden sich mehrere Häuser mit steinernen Wappenschilden.

Quintanilla Escalada
- Die Pfarrkirche ist ein etwas seltsam anmutender Bau des 19. Jahrhunderts.

Turzo
- Die kleine Kirche von Turzo hat ein hübsches romanisches Südportal und einen Glockengiebel.
- Einige Häuser sind mit steinernen Wappenschilden geschmückt.